# Hardzink
Hardzink is een legering van ijzer en zink. Het ontstaat als bijproduct bij het verzinken van stalen voorwerpen.
Het vormt zich doordat het vloeibare zink reageert met het ijzer van het te verzinken voorwerp. Naast hardzink, dat naar de bodem zinkt en verwijderd moet worden,  ontstaan ook zinkassen, zinkverbindingen die blijven drijven. Hardzink kan worden opgewerkt teneinde het zink terug te winnen. Dit vereist in de regel grootschalige installaties. In Nederland bestaan 25 verzinkerijen die gezamenlijk ongeveer 9.000 ton hardzink per jaar produceren. Dit nevenproduct dient als een belangrijke basisgrondstof voor de chemische zinkindustrie, o.a. voor zinkoxide, en de zinkraffinage.